# Charles Miner
Charles Miner (* 1. Februar 1780 in Norwich, Connecticut; † 26. Oktober 1865 in Wilkes-Barre, Pennsylvania) war ein US-amerikanischer Politiker. Zwischen 1825 und 1829 vertrat er den Bundesstaat Pennsylvania im US-Repräsentantenhaus.

## Werdegang
Charles Miner besuchte die öffentlichen Schulen seiner Heimat. Im Jahr 1797 zog er in das Wyoming Valley in Pennsylvania, wo sein Vater einige Ländereien besaß. Seit 1802 lebte er in Wilkes-Barre und gab dort die Zeitung Luzerne County Federalist heraus. Politisch schloss er sich der Föderalistischen Partei an. In den Jahren 1807 und 1808 saß er als Abgeordneter im Repräsentantenhaus von Pennsylvania. 1816 zog er nach West Chester. In den 1820er Jahren schloss er sich der Bewegung gegen den späteren Präsidenten Andrew Jackson an und wurde Mitglied der kurzlebigen National Republican Party. Dabei war er ein Anhänger von Präsident John Quincy Adams.
Bei den Kongresswahlen des Jahres 1824 wurde Miner im vierten Wahlbezirk von Pennsylvania in das US-Repräsentantenhaus in Washington, D.C. gewählt, wo er am 4. März 1825 die Nachfolge von Isaac Wayne antrat. Nach einer Wiederwahl konnte er bis zum 3. März 1829 zwei Legislaturperioden im Kongress absolvieren. Diese waren von den Diskussionen zwischen Anhängern und Gegnern von Andrew Jackson überschattet. Im Jahr 1828 verzichtete er auf eine weitere Kandidatur.
Zwischen 1829 und 1832 gab er die Zeitung Village Record heraus. 1834 kehrte Charles Miner nach Wilkes-Barre zurück. Dort stieg er in das Bergbaugeschäft ein. Der Schwerpunkt seiner Unternehmung lag auf dem Gebiet der Anthrazitkohle im Wyoming Valley. Er starb am 26. Oktober 1865 in Wilkes-Barre.